# Limits of Oceans and Seas

Karte zur ersten Ausgabe von Limits of Oceans and Seas

Limits of Oceans and Seas (französisch Limites des Océans et des Mers; S-23) ist der Titel einer Veröffentlichung der International Hydrographic Organization (IHO). Die Publikation benennt die Namen und Grenzen der Ozeane sowie deren Randmeeren, Golfen und Meerengen. Sie ist ein internationaler Standard für die Gewässervermessung und die Erstellung von Seekarten. Die Publikation wurde vom Vorläufer der IHO, dem International Hydrographic Bureau (IHB), verfasst und von den IHO-Mitgliedsstaaten anerkannt. Die Veröffentlichung deckt nur Eigenschaften der Meeresoberfläche ab, für Unterwassermerkmale wurde eine eigene IHO-Publikation erstellt (die General Bathymetric Chart of the Oceans). Die Veröffentlichung soll 2026 aktualisiert und durch einen digitalen Datensatz ergänzt werden.

## Geschichte
Vor der Gründung der IHO verabschiedete die Internationale Hydrografische Konferenz im Jahr 1919 eine Resolution, welche die Festlegung der Grenzen umschlossener Meere und deren Zuordnung zu einem Ozean forderte. Das 1921 geründete International Hydrographic Bureau veröffentlichte 1928 die erste Ausgabe von „Limits of Oceans and Seas“. Nach Veröffentlichung gab es Bedenken, dass Namen auf einigen Seekarten und hydrographischen Veröffentlichungen nicht im lateinischen Alphabet geschrieben waren und wie diese Namen z.B aus dem Griechischen transkribiert werden können. Die IHO veröffentlichte daher 1932 Listen von Ortsnamen und Informationen aus offiziellen Quellen verschiedener nationaler Systeme mit Transkriptionen in das lateinische Alphabet. Die zweite Ausgabe erschien 1937, die dritte und derzeit gültige Ausgabe 1953.
Die dritte Ausgabe gehört zu einer der ältesten Publikation der IHO, wobei dass Alter ein zunehmendes technisches Problem darstellt. Die IHO-Mitgliedsstaaten können sich aufgrund politischer Konflikte über das UN-Seerechtsübereinkommen nicht auf eine Aktualisierung des Standards einigen, obwohl die nicht-politische Notwendigkeit betont wurde. Der Entwurf einer vierten Ausgabe wurde 1986 veröffentlicht und von den Mitgliedstaaten beinnahe bestätigt. Eine Weiterentwicklung des Entwurfs begann 1998; zu den Änderungen gehören ein neuer Titel der Publikation, „Names and Limits of Oceans and Seas“, sowie neue Bezeichnungen für etwa 60 Meere. Der Entwurf wurde im August 2002 den IHO-Mitgliedsstaaten erneut zur Ratifizierung vorgelegt. Die Abstimmung wurde jedoch im darauf folgenden Monat auf unbestimmte Zeit verschoben, da im Namensstreit um das Japanische Meer eine Einigung zwischen Südkorea und Japan über den internationalen Standardnamen des Meeres ausstand.
Die IHO begann daraufhin mit der Arbeit an einer digitalen Karte der Seegrenzen (Polygonal Demarcations of Global Sea Areas Product Specification and Dataset; S-130), welches auf einem Geoinformationssystem basieren soll. Im April 2019 trafen sich Diplomaten aus Nord- und Südkorea, dem Vereinigten Königreich, der Vereinigten Staaten sowie Japan zu informellen Beratungen, um den Namesstreit beizulegen. Sie einigten sich auf die Einführung eines Systems numerischer Bezeichnungen für Meere sowie die Einstellung von Bemühungen zur Überarbeitung von S-23. Damit kann die analoge Publikation während der Entwicklung des digitalen Datensatzes beibehalten werden. Den Kompromiss nahm die IHO-Generallversammlung am 16. November 2020 auf einem virtuellen Kongress an. Die IHO plant, S-130 bis 2026 zu veröffentlichen.